# Wolfram (lenguaje de programación)
Wolfram Language es un lenguaje de programación multi-paradigma desarrollado por Wolfram Research, que sirve como el principal lenguaje de interfaz para Mathematica y Wolfram Cloud. Está diseñado para ser lo más general posible, con énfasis en computación simbólica, programación funcional y programación basada en reglas. Wolfram Language fue construido para representar estructuras y datos arbitrarios.
El lenguaje es muy amplio, abarcando numerosos dominios, a menudo especializados; por ejemplo, incluye funciones incorporadas para generar y ejecutar máquinas de Turing, crear gráficos y audio, analizar modelos 3D y resolver ecuaciones diferenciales. Además contiene una extensa documentación.
El lenguaje está integrado en el software de sistema instalado en cada Raspberry Pi. Intel Edison, introducido en CES 2014, también integra el lenguaje. El lenguaje también será integrado en el motor de juegos Unity.

## Historia
Wolfram Language fue parte de la versión inicial de Mathematica en 1988.
Los aspectos simbólicos del motor lo convierten en un sistema de álgebra computacional. El lenguaje es capaz de realizar integración, diferenciación, manipulaciones de matrices y resolver ecuaciones diferenciales utilizando un conjunto de reglas. Además, la versión inicial introdujo el modelo de cuaderno y la capacidad de incrustar sonido e imágenes, según la patente de Theodore Gray, cofundador de Wolfram Research.
Además, Wolfram agregó características para tareas más complejas, como modelado 3D.
Finalmente, el lenguaje recibió su nombre en 2013, ya que Wolfram Research decidió crear una versión gratuita del motor del lenguaje para los usuarios de Raspberry Pi, y necesitaban asignarle un nombre. Wolfram Language fue incluido en el paquete de software recomendado que la Fundación Raspberry Pi proporciona a los principiantes, lo cual causó cierta controversia debido a su naturaleza propietaria. En 2019, se agregó un enlace para hacer que las bibliotecas de Wolfram sean compatibles con el motor de juegos Unity, brindando a los desarrolladores de videojuegos acceso a las funciones de alto nivel del lenguaje.
La versión más reciente de Wolfram Language es la versión 14.3.

## Nomenclatura
A pesar de que ya existe de alguna forma desde hace más de 25 años, el nombre del lenguaje no fue anunciado oficialmente hasta en junio de 2013. Antes, se referían a este lenguaje a nivel interno por varios nombres, tales como "M" y "Wolfram Language". Muchos otros nombres fueron considerados, tales como "Lingua" y "Express", mientras que a menudo se le llama erróneamente "Mathematica", tras su aplicación principal.